# Marzia Piazza
Marzia Rita Gisela Piazza Suprani (Caracas, 21 maggio 1951) è una modella venezuelana.

## Biografia
È stata eletta Miss Venezuela nel 1969 in sostituzione di María José Yéllici che rinunciò al titolo tre mesi dopo l'incoronazione
Marzia Piazza fu la rappresentante ufficiale del Venezuela in occasione di Miss Mondo 1969, che si tenne a Londra il 27 novembre 1969, dove si classificò al quinto posto.